# Ophion arribai
Ophion arribai är en stekelart som beskrevs av Ian D. Gauld 1988. Ophion arribai ingår i släktet Ophion och familjen brokparasitsteklar. Inga underarter finns listade i Catalogue of Life.